# Радивоје Огњановић
Радивоје Огњановић (1. јул 1933) бивши је српски фудбалер и тренер, репрезентативац Југославије.

## Спортска каријера
Рођен је 1. јула 1933. године у селу Строшинци. Фудбалску каријеру је започео у млађим категоријама Срема из Сремске Митровице, али је веома брзо напредовао до стандардног првотимца. Играо је на позицији нападача. Од 1951. године прелази у редове београдског Партизана, али није добио праву прилику, за две године одиграо је само 10 првенствених утакмица. Дрес Радничког из Београда Огњановић је носио седам година, израстајући у једног од бољих југословенских фудбалера. Био је члан најславније генерације у историји новобеоградског Радничког, која је 1956. и 1958. освајала треће место у првенству, а играли су финале Купа Југославије 1957. године против Партизана.
Поново је носио дрес Партизана у сезони 1961/62, освојивши са црно-белима првенство Југославије. Огњановић је у сезони 1962/63. играо за Црвену звезду и одиграо 34 званичне утакмице, од чега 11 првенствених (дао 2 гола).
Прва станица у његовој иностраној каријери био је аустријски Штурм Грац у сезони 1963/64. Из Штурма 1964. године прелази у редове Базела, и ту остаје само једну сезону, да би каријеру завршио у швајцарском Гринхему 1966. године.
Одиграо је један меч за омладинску, четири за Б тим и пет мечева за А репрезентацију Југославије (постигао 1 гол). Дебитовао је 1957. на утакмици против Румуније (2:0) у Београду, а опростио се 1959. у Базелу против Швајцарске (5:1).
Са репрезентацијом је играо на Светском првенству 1958. године у Шведској, одиграо две утакмице, против Парагваја у групној фази - 3:3, када је постигао свој једини гол у националном дресу и против СР Немачке - 0:1 у четвртфиналу.
Након завршетка играчке каријере, завршио је Економски факултет, али се никада није бавио струком, будући да се посветио тренерском позиву. Био је селектор у двема понајбољим афричким селекцијама - Камеруну (1982—1984) и Обали Слоноваче (1989—1992). Селекцију Камеруна је преузео после Светског првенства 1982. године и са „лавовима“ освојио Афрички куп нација 1984. године.

## Голови за репрезентацију
| #  | Датум         | Место      | Противник | Резултат | Такмичење               |
| -- | ------------- | ---------- | --------- | -------- | ----------------------- |
| 1. | 15. јун 1958. | Ешилструна | Парагвај  | 3:3      | Светско првенство 1958. |

## Успеси
- Партизан
  - Првенство Југославије: 1961/62.
  - Куп Југославије: 1952.